# NGC 2158
NGC 2158 es un cúmulo abierto en la constelación de Géminis, 15 arcmin al suroeste del también cúmulo abierto M35. De magnitud aparente 8,6, se encuentra a unos 16.000 años luz de la Tierra.
NGC 2158 es una cúmulo estelar bastante compacto, siendo considerado durante un tiempo candidato a cúmulo globular. Hoy, sin embargo, se clasifica como un cúmulo abierto de tipo II 3 r. Es un cúmulo antiguo, cuya edad se calcula en poco más de 1000 millones de años. Con más de 10 000 estrellas, su luz está dominada por estrellas amarillentas, la más luminosa de ellas de tipo espectral F0 y magnitud 12-13.
Fue descubierto por el astrónomo William Herschel en 1784.